# دويل أيرن
دويل أيرن (بالأيرلندية: Dáil Éireann) والمعنى الحرفي له هو مجلس أيرلندا. هو مجلس أدنى وقاعة رئيسية للبرلمان الأيرلندي (المجلس التشريعي الايرلندي)، والتي تضم أيضا رئيس جمهورية أيرلندا وشاناد أيرن (المجلس الأعلى). يتم انتخاب الدويل أيرن بشكل مباشر مرة واحدة على الأقل كل خمس سنوات وفقا لنظام التمثيل النسبي عن طريق التصويت للتحويل واحد (STV). سلطاتها مماثلة لتلك المنازل أقل في إطار العديد من الأنظمة البرلمانية مجلسين الأخرى، وأنها حتى الآن الفرع المهيمن على البرلمان. مع مراعاة القيود التي يفرضها الدستور لأيرلندا، لديها السلطة لتمرير أي قانون تشاء، وتسمية وإزالة تاوسيتش (رئيس الحكومة). منذ عام 1922، وقد اجتمع في لينستر البيت في دبلن.